# Эвансвилл
Э́вансвилл (англ. Evansville) — город на Среднем Западе США, третий по величине город в штате Индиана и крупнейший город на юге Индианы. В дореволюционных русскоязычных энциклопедиях и даже в первом издании Большой советской энциклопедии описывается как Эвансвиль.
По данным на 2020 год в городе проживает 117 298 человека, а в агломерации — 342 815 человек. Центр округа Вандерберг. Город расположен в излучине реки Огайо, поэтому его иногда называют «Речным городом».
Одна из самых популярных достопримечательностей — плавучее Казино Азтар. Эвансвилл также является местонахождением университета Эвансвилла и университета Южной Индианы. Развитая экономическая база штата помогла построить экономику, которая стала известна стабильностью и разнообразием. В 2004 году Эвансвилл назвала «всеамериканским городом» Национальная гражданская лига, а в 2008 году его назвал одним из лучших городов США журнал Kiplinger.

## География
Согласно Бюро переписи США, общая площадь города составляет 123,83 км² (47,81 кв. миль), из них 0,2 км² (1 кв. миля) являются водной поверхностью (0,15 % территории). Город расположен на реке Огайо, которая является его южной границей. Большая часть города находится в долине, окружённой низкой холмистой местностью. Западная часть города находится на этой холмистой местности, там же находятся Парк Бердетт, Амфитеатр Мескер и городской зоопарк. Восточная часть города, находящаяся в долине, защищена дамбами, которые находятся рядом с Автомагистралью 164. Известным ориентиром района Ист-Сайда является Древесный Заповедник Природы Весселман площадью в 240 акров (1 км²).
Столичная зона города Эвансвилл является 160-й по величине столичной статистической зоной (MSA) в Соединенных Штатах. Она включает в себя четыре округа Индиана (Гибсон, Пози, Вандерберг и Уоррик) и два округа Кентукки (Хендерсон и Уэбстер).

### Городской пейзаж
Оригинальный центр города Эвансвилла был сделан на площади около 200 акров, с улицами, идущими параллельно реке с северо-запада на юго-восток. Другие близлежащие улицы были позже проложены по сторонам света, с севера на юг и с востока на Запад. Таким образом, любой входящий или выходящий из центра города думает, что улица делает поворот в том или ином направлении.
В деловом районе и на набережной реки есть наземные казино, рестораны, бары и магазины, которые привлекают десятки тысяч посетителей каждый год. Хотя большая часть внешней архитектуры города является типичным пригородным дизайном, Центральный район города сохраняет архитектуру начала двадцатого века. В нескольких кварталах к востоку от главного делового района находится район Риверсайд с кирпичными улицами, окруженными деревьями. Дом-музей Рейца является одним из лучших образцов французской архитектуры Второй Империи в Соединенных Штатах. Другие дома поблизости имеют схожий характер и дизайн и включают в себя итальянский, колониальный и ренессансный стили Возрождения.

### Окрестности
Эвансвилл имеет тринадцать районов, которые квалифицируются как исторические районы и включены в Национальный реестр исторических мест.

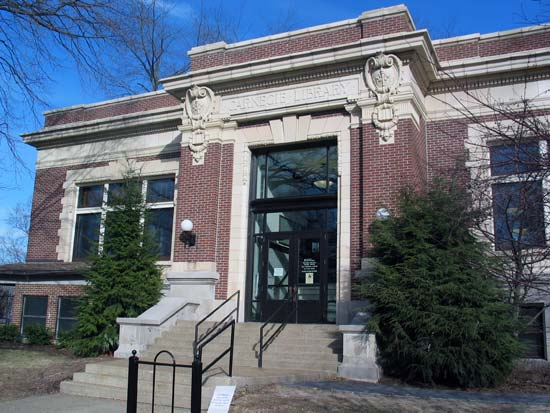
район Баярд-Парк
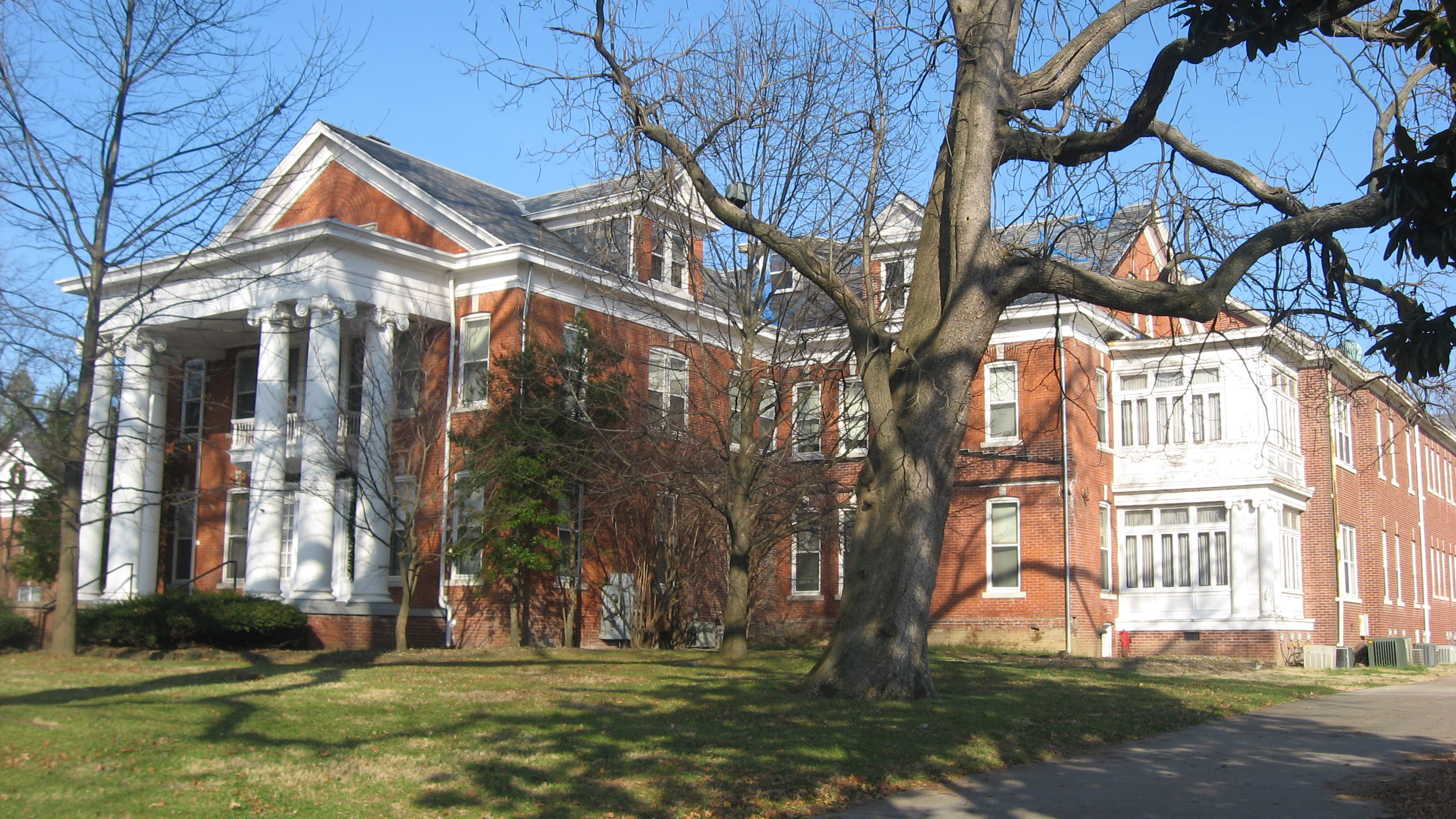
район Кульвер
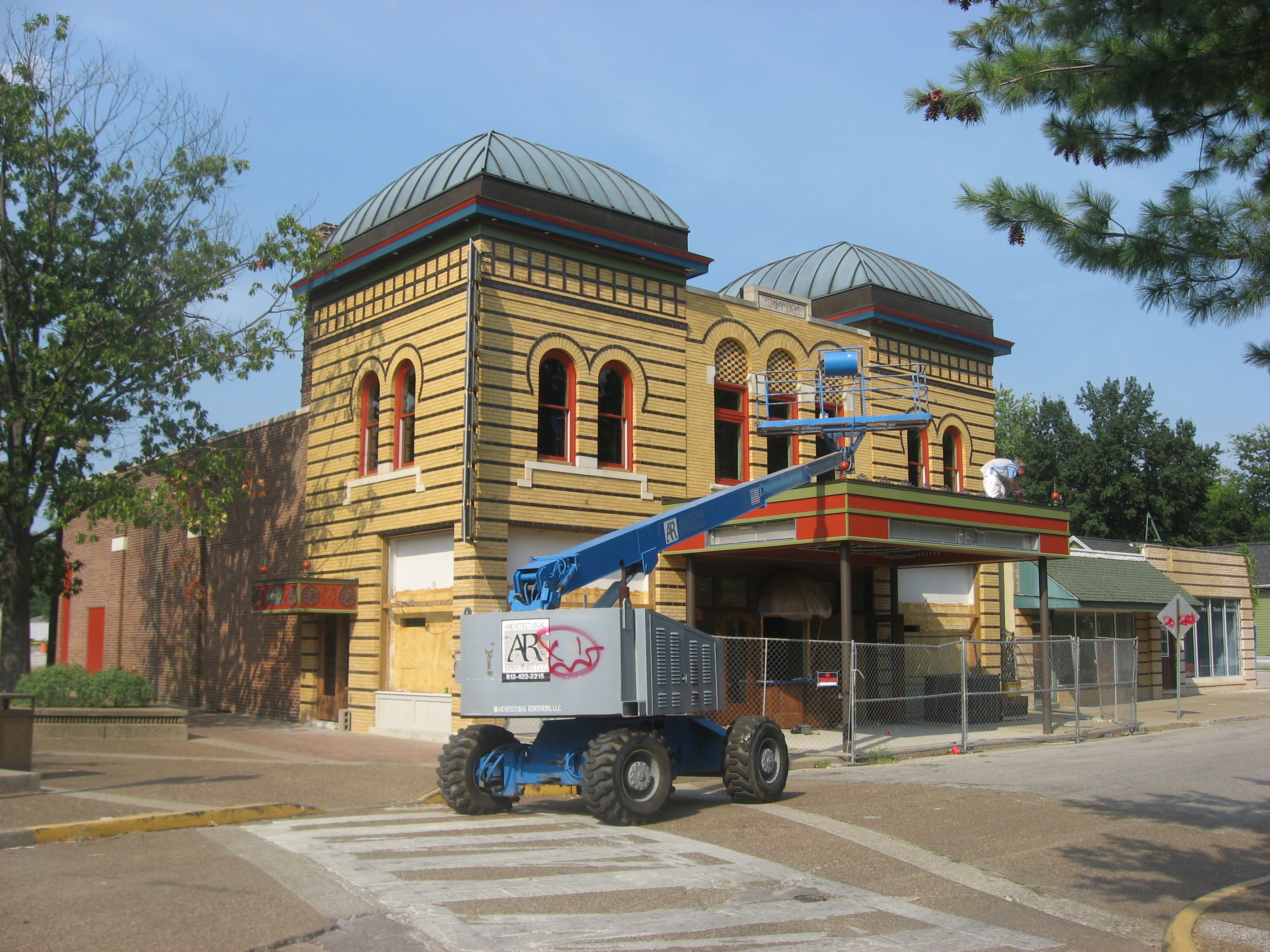
Уголок Хайни
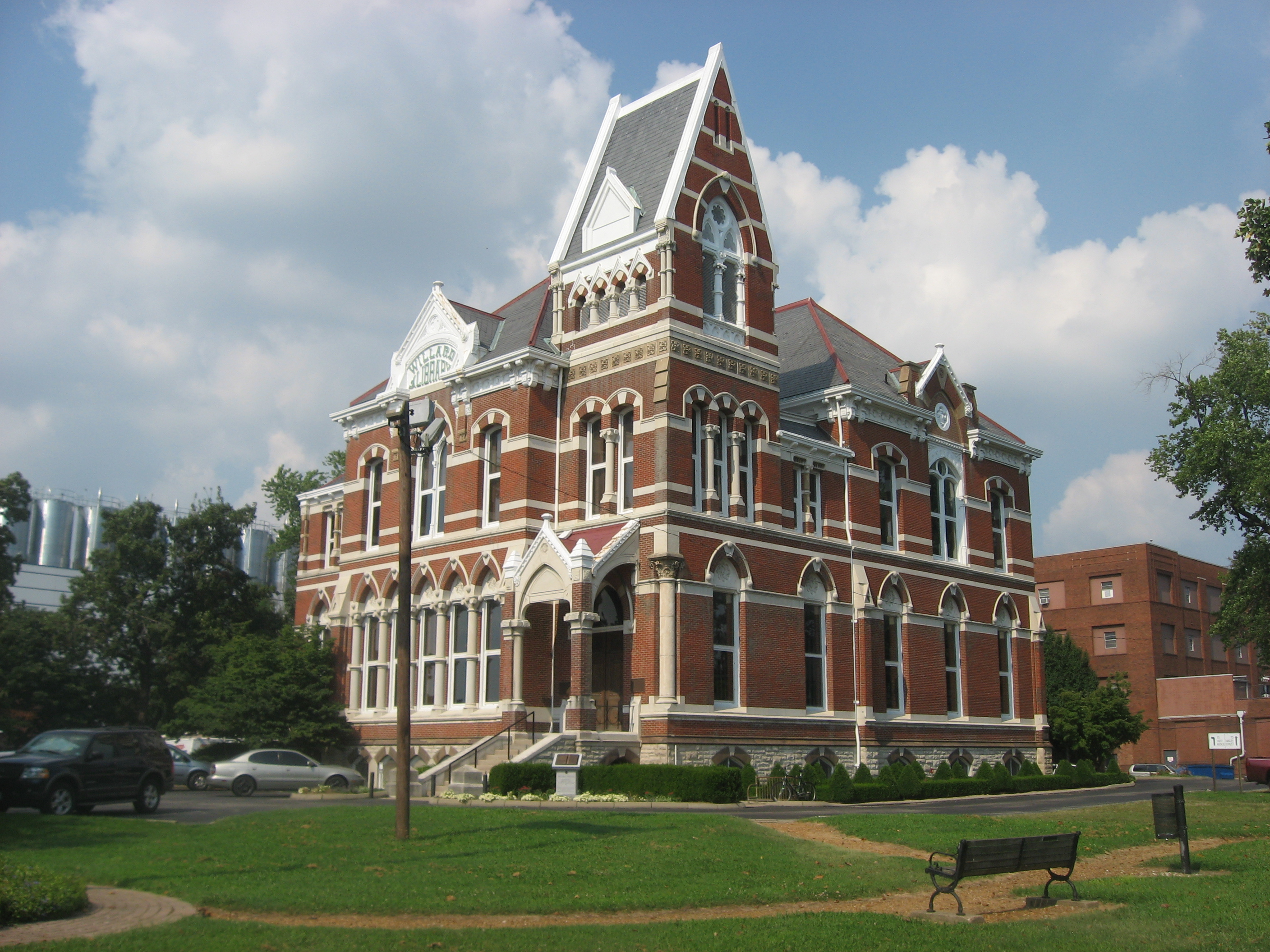
Ламаско
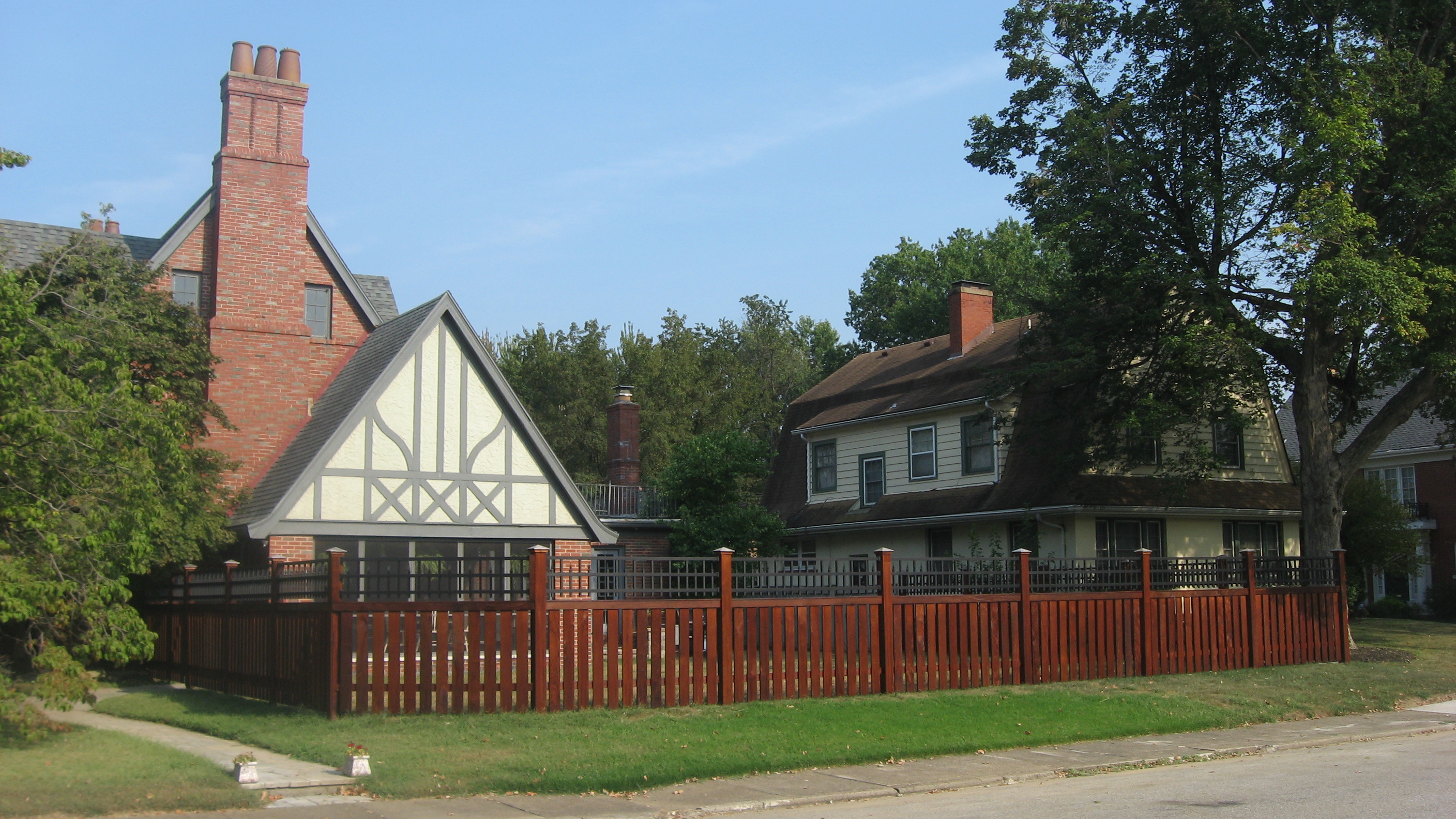
Линкольншир
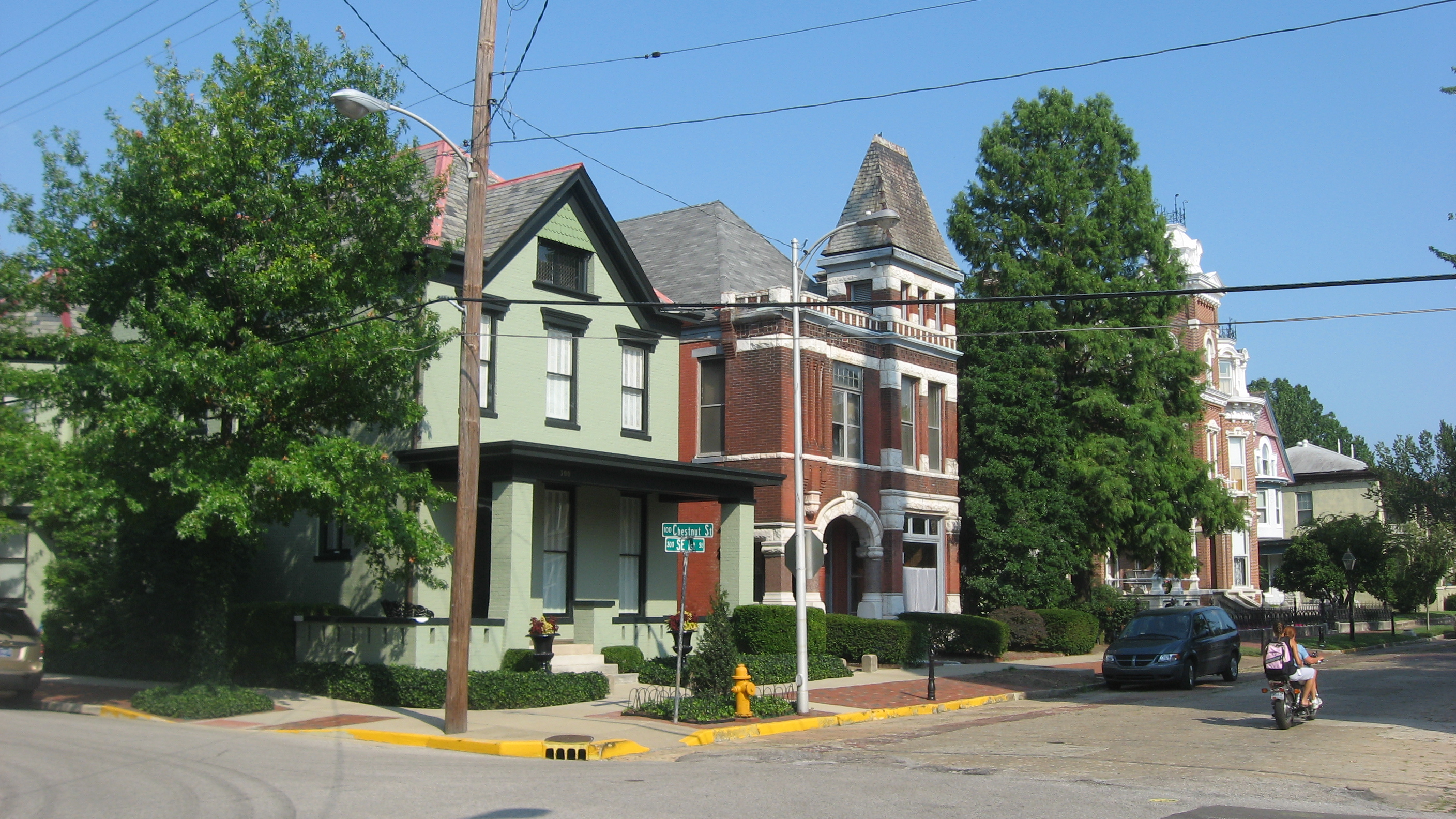
Риверсайд
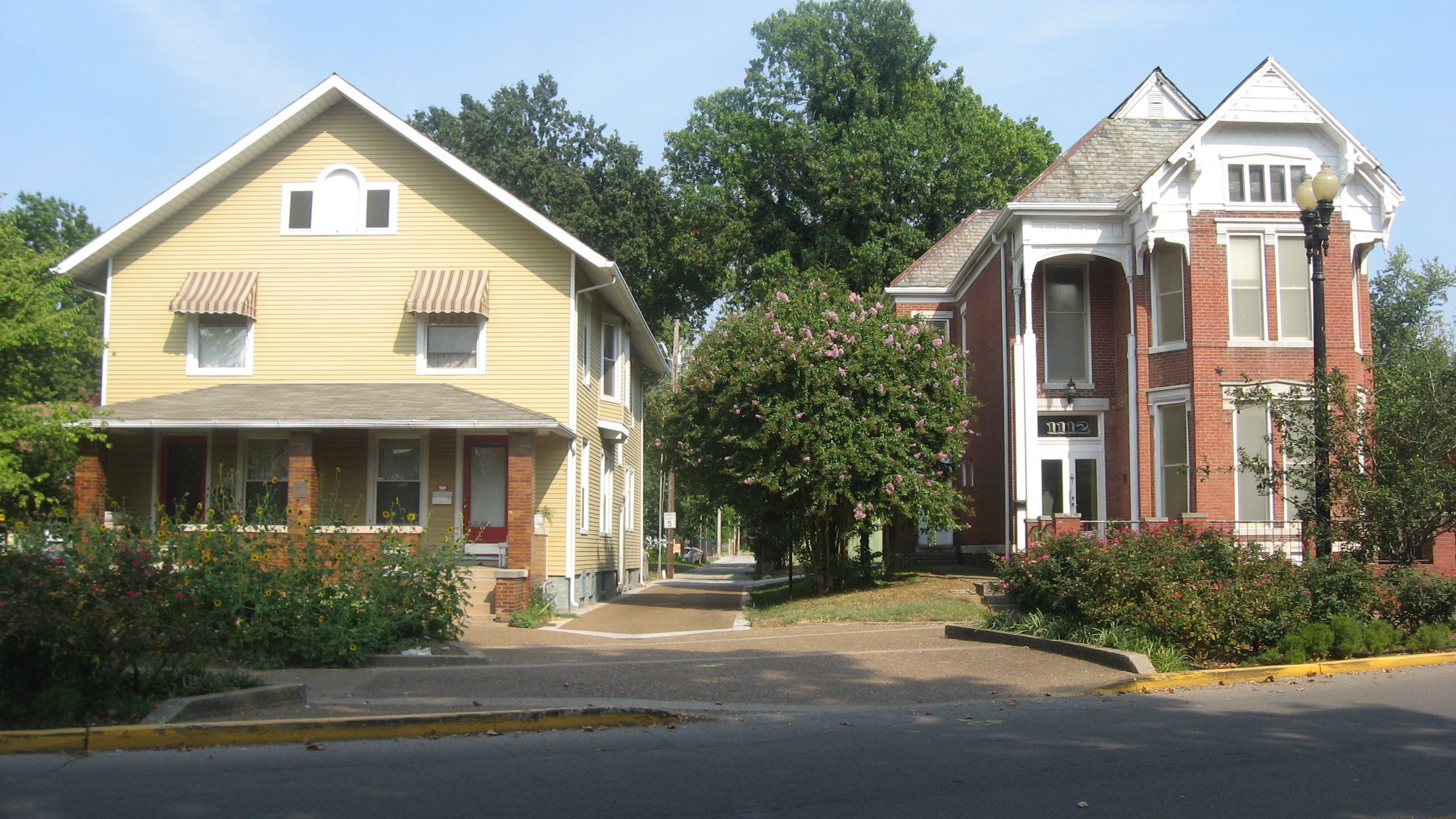
район Вашингтон -авеню
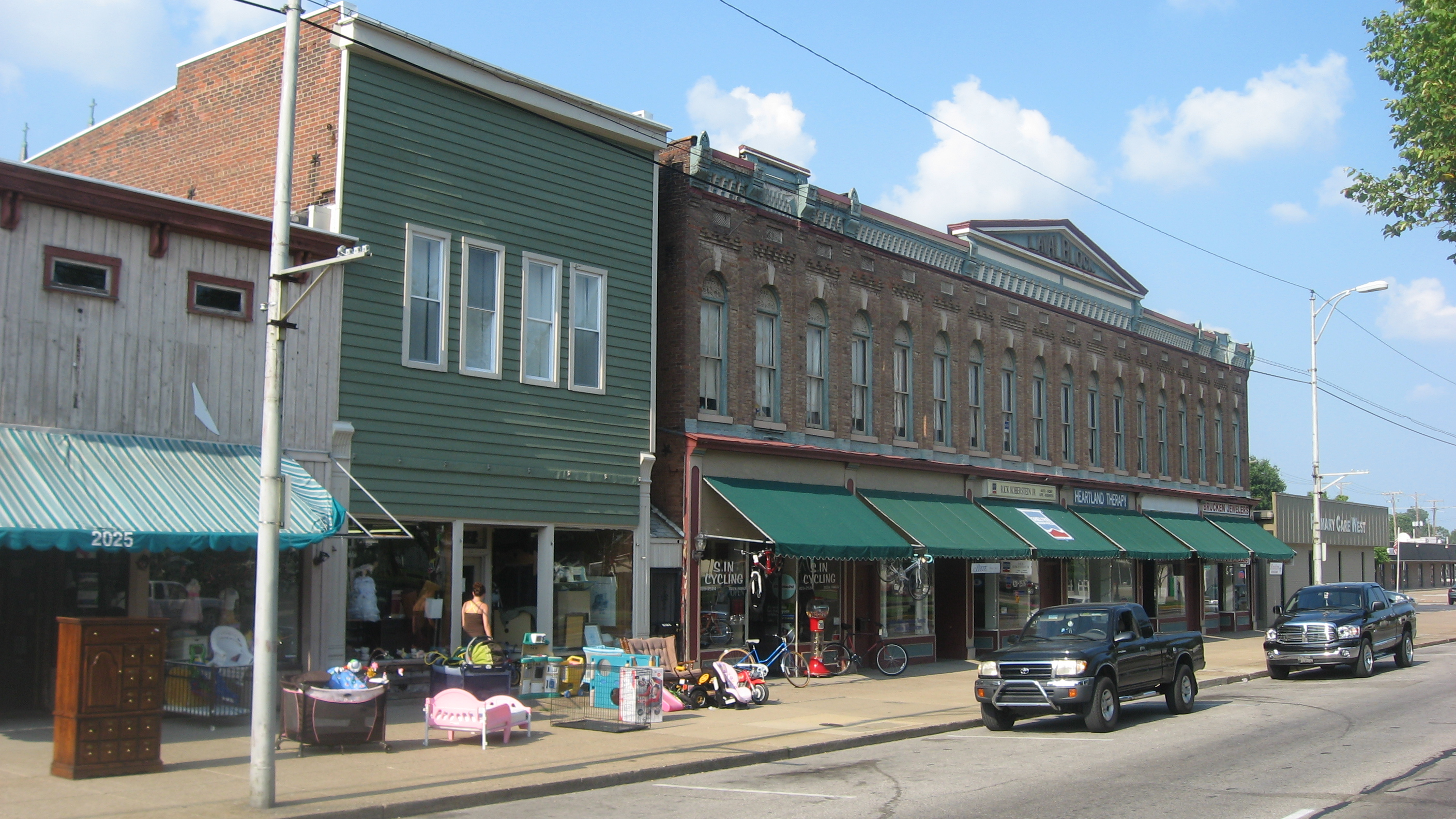
район Вест-Франклин-Стрит

### Загрязнения
В августе 2018 года мэр Эвансвилла отправил письмо в комиссию по водоотведению долины реки Огайо, выступающую против предложения об устранении стандартов контроля загрязнения для водоёма. Эвансвилл расположен ниже по течению от истока реки. Источники загрязнения, влияющие на качество воды, включают сельскохозяйственный сток, сбросы неочищенных сточных вод и токсичные химические вещества, выделяемые компаниями, имеющими разрешение на загрязнение воды.. Штат Индиана выпускает рекомендации по потреблению рыбы для реки Огайо на основе ПХБ загрязнение. Рекомендуемый лимит потребления для большинства рыб, включая карпа, полосатого окуня и плоскоголового сома, составляет не более 8 унций в месяц.
В радиусе 30 миль от Эвансвилла действуют шесть очень крупных угольных электростанций: электростанция Индиана-Мичиган, электростанция Indianapolis Power & Light и электростанция Duke Energy.
Значительная часть районов в центре города и северной части города была объявлена загрязненной свинцом и мышьяком из-за свалки на заводах, возникшей ещё во время Гражданской войны. Подрядчики работают уже более 20 лет, выкапывая газоны жителей, чтобы сделать их безопасными для детей и их игр. Около 18 дюймов загрязненной грязи выкапывается из каждого двора, а затем сбрасывается на близлежащую свалку.

## Демография
По данным переписи населения 2010 года в городе проживало 117 429 человек, 50 588 домохозяйств и 28 085 семей. Плотность населения составляла 2659,8 человек на км². Расовый состав населения города составлял 82,0 % белых, 12,6 % афроамериканцев, 0,3 % коренных американцев, 1,0 % азиатов, 0,1 % жителей тихоокеанских островов, 1,3 % представителей других рас. Испаноговорящие составили 2,6 % от всех жителей города.
Средний доход домохозяйства составил $36 330 (2016), а доход на душу населения $21 368 (2016). Уровень бедности составил 21,7 %.
Средний возраст жителей города составил 36,5 лет. 22,1 % жителей были моложе 18 лет; 11,7 % — в возрасте от 18 до 24 лет; 26 % — от 25 до 44 лет; 25,8 % — от 45 до 64 лет и 14,4 % — в возрасте 65 лет и старше. Гендерный состав населения города составил 48,1 % мужчин и 51,9 % женщин.

## История
Основанный иммигрантами приблизительно 200 лет назад, город Эвансвилл расположен в излучине реки Огайо. Первый дом, построенный в Эвансвилле, был построен в 1809 (дом George Miller). Как завещание к великолепию Огайо, ранние французские исследователи назвали это Рекой La Belle («Красивая Река»).
Город назвали в честь Роберта Моргана Эванса (англ. Robert Morgan Evans) (1783—1844), одного из его основателей, чиновника при генерале Уильяме Генри Гаррисоне в войне 1812. Он скоро стал процветающим коммерческим городом, с обширной речной торговлей. Город получил городской статус в 1847.
Завершение строительства Эри-канала, который соединил Великие озёра с рекой Огайо, очень ускорило рост города. В 1850 году была построена первая компания железной дороги Эвансвилла, Evansville & Crawfordsville Railroad. Перепись 1890 года оценила Эвансвилл как 56-ю городскую территорию по населению в Соединенных Штатах. Этот разряд постепенно падал с начала 1900-х.
Первый мост через реку Огайо, соединяющий Эвансвилл с Хендерсон, Кентукки, был построен в 1932 году. После разрушительного наводнения реки Огайо в 1937 году были построены Дамбы Эвансвилла-Вандерберга и насосные станции, разработанные, чтобы защитить город. Во время Второй мировой войны Эвансвилл был крупнейшим внутренним производителем LST (Больших десантных кораблей). Эвансвилл также произвел немалое количество P-47, известного как P-47Ds. Эти самолеты были также произведены в Фармингдейле на Лонг-Айленде, Нью-Йорк. Эвансвиллскому производству дали суффикс «-Ра», в то время как самолетам, изготовленным в Фармингдейле дали суффикс «-Ре».
В начале 1950-х промышленное производство в городе стало быстро расти. Также Эвансвилл стал развиваться культурно. В течение заключительной трети XX столетия в Эвансвилле стала развиваться реклама и медицина. Экономический всплеск 1990-х питался ростом университета Южной Индианы, в котором теперь учатся 10 000 студентов. Открытие завода-гиганта Тойота и сталеплавильных заводов AK, также внесла свою лепту в рост рабочих мест. 
В 2004 году город был награждён премией «All-America City Award» (с англ. — «Всеамериканский город») присуждаемой Национальной гражданской лигой, которую неофициально называют «Нобелевской премией за конструктивное гражданство» и которая выдается за активную гражданскую позицию жителей некорпоративных сообществ Соединённых Штатов в жизни местного самоуправления. 
6 ноября 2005, торнадо F3 ударил по Эвансвиллю и убил 25 человек. Торнадо начался в Кентукки и пересек реку Огайо; материальный ущерб составил составлял почти 85 миллионов долларов.

## Культурные особенности

### Развлекательные заведения
Форд Центр — это многофункциональная крытая арена в центре города с максимальной вместимостью 11 000 человек, соединенная мостом с отелем Evansville DoubleTree. Он официально открыт в 2011 году и используется в основном для баскетбола, хоккея на льду и музыкальных концертов.
Большой выбор концертов, спектаклей, экспозиций и других специальных мероприятий проводится в зале на 2500 мест в конференц-центре на Старой площади города. Каждый год оркестр представляет семь концертов классической серии, четыре двойных поп-концерта, а также многочисленные образовательные и просветительские выступления.

### Ежегодные фестивали
Осенний фестиваль — это уличная ярмарка, проходящая в районе к западу от центра города Эвансвилл. Он проводится в первую неделю октября и собирает от 100 000 до 150 000 человек каждый день. Главная достопримечательность фестиваля — еда, предлагающая стандарты, такие как слоновые уши, кукурузные собаки, сверчки в шоколаде, бутерброды с мозгом и тушеное мясо аллигатора. Пол Харви однажды заметил, что только масленица в Новом Орлеане больше, чем осенний фестиваль.

### Парки и зоны отдыха
Природный заповедник Лес Вессельмана — это национальная природная достопримечательность Эвансвилла. Это самый большой участок леса в пределах города в Соединенных Штатах. Рядом с природным заповедником находится парк Вессельмана с полем для гольфа, баскетбольными площадками, теннисными кортами, песчаными волейбольными площадками, софтбольными полями и детской площадкой, а также Робертс-парк, который находится на бывшей территории стадиона Робертс

## Закон и правительство
Мэр Эвансвилля, Ллойд Виннеке, является главным исполнительным директором. Города в Индиане имеют правительство мэра-совета, поэтому мэр имеет большую часть исполнительной и административной власти над повседневной деятельностью города. Избранный городской совет из девяти членов является законодательным и финансовым органом городской власти. Девять членов Совета состоят из одного представителя от каждого из шести муниципальных районов города. Членами комитета являются избранные на неполный рабочий день должностные лица, которые работают в течение четырех лет. Как законодательный орган, Совет несет исключительную ответственность за принятие или изменение местных законов. Как финансовый орган, Совет уполномочен взимать определенные налоги и несет исключительную ответственность за принятие городского бюджета каждый год.
Полицейское управление Эвансвилла, основанное в 1863 году, является городским правоохранительным органом. До этого за поддержание правопорядка отвечали шериф округа Уоррик (1818—1847) и Городской маршал (1847—1863). С 1863 по 1883 год Городской маршал делил полицейские обязанности с полицейским управлением. Нынешним начальником полиции является Билли Болин
В округе имеется восемь государственных судов первой инстанции. Один окружной суд и семь высших. Судья должен быть членом Ассоциации адвокатов штата Индиана. Окружной суд Соединенных Штатов по Южному округу штата Индиана имеет постоянное отделение в этом городе..
Регион находится в 8 округе штата Индиана и обслуживается представителем США Ларри Букшоном.

## Климат
Эвансвилл находится в зоне влажного субтропического климата (Классификация климатов Кёппена Cfa). В его климате чётко проявлены четыре сезона. Лето жаркое и душное, а зима прохладная. Средние температуры колеблются от 32 °F до 78 °F (26 °C). Среднее количество жидких осадков 42 дюйма (1150 мм), среднее количество твёрдых осадков 13 дюймов (330 мм).
| Показатель                    | Янв.  | Фев.  | Март  | Апр. | Май  | Июнь | Июль | Авг. | Сен. | Окт. | Нояб. | Дек.  | Год   |
| ----------------------------- | ----- | ----- | ----- | ---- | ---- | ---- | ---- | ---- | ---- | ---- | ----- | ----- | ----- |
| Абсолютный максимум, °C       | 24,4  | 26,1  | 30,5  | 32,7 | 36,6 | 41,6 | 43,8 | 40,5 | 40,0 | 34,4 | 28,3  | 25,0  | 43,8  |
| Средний суточный максимум, °C | 5,0   | 7,6   | 13,6  | 19,8 | 24,8 | 29,7 | 31,3 | 31,0 | 27,3 | 20,9 | 13,6  | 6,6   | 19,3  |
| Средняя температура, °C       | 0,4   | 2,6   | 7,9   | 13,5 | 18,8 | 23,8 | 25,7 | 24,9 | 20,7 | 14,3 | 8,1   | 2,1   | 13,6  |
| Средний суточный минимум, °C  | −4    | −2,3  | 2,1   | 7,2  | 12,8 | 18,0 | 20,0 | 18,8 | 14,1 | 7,7  | 2,7   | −2,3  | 7,9   |
| Абсолютный минимум, °C        | −29,4 | −30,5 | −22,7 | −5   | −2,2 | 5,0  | 8,3  | 6,1  | −0,5 | −6,1 | −19,4 | −26,1 | −30,5 |
| Норма осадков, мм             | 78    | 80    | 107   | 110  | 136  | 96   | 99   | 75   | 77   | 82   | 109   | 95    | 1150  |
| Источник: NWS                 |       |       |       |      |      |      |      |      |      |      |       |       |       |

## Экономика
Машиностроение и металлообработка (производство частей для автомашин, двигателей, холодильников, электроприборов), пищевая, мебельная, химическая промышленность, производство упаковки. В промышленности 40 тысяч занятых (1975).

## Образование

### Библиотеки
В Эвансвилле находится Вандербергская публичная библиотека
Библиотека Уилларда, независимое частное учреждение, также находится в городе Эвансвилл. Уиллард был сформирован в 1881 году, чтобы обслуживать общество, независимо от расы. В библиотеке хранятся местные архивы и генеалогические материалы, а также коллекция стандартных изданий. Здание построено в стиле готического возрождения и было внесено в Национальный реестр исторических мест в 1972 году.

## Инфраструктура

### Коммунальные услуги
Электричество и природный газ предоставляются компанией CenterPoint Energy в Эвансвилле. Водоснабжение и канализация предоставляются компанией Evansville Water & Sewer Utility, которая обеспечивает водой более 75 000 клиентов в Эвансвилле и его окрестностях. Река Огайо обеспечивает большую часть городского источника питьевой воды. Вода берется из реки и фильтруется на очистной установке мощностью 60 миллионов галлонов в день. В системе имеется около 1000 миль водопроводных магистралей и около 6000 пожарных гидрантов.

## Транспорт
Узел железных и шоссейных дорог.

## Города-побратимы
Эвансвилл имеет три города-побратима.
- Оснабрюк
- Юкатан, Мексика
- Тотиги, Япония